# Lufthansa Italia
Lufthansa Italia este o companie aeriană italiană, filială a companiei Deutsche Lufthansa care și-a început activitățile la 2 februarie 2009 de pe aeroportul Aeroportul Milano-Malpensa.
Primele două zboruri au avut ca destinație Barcelona (zborul nr. LH1790) și aeroportul Paris-Charles-de-Gaulle.
La data de 28 aprilie 2008 Lufthansa a făcut publice planurile de a opera zboruri în Europa de pe Aeroportul Milano-Malpensa utilizând 6 aeronave Embraer 195 de la subsidiara sa Air Dolomiti. Pe 26 noiembrie 2008 au fost puse bazele unui nou brand Lufthansa Italia, care a înlocuit operațiunile Air Dolomiti, plănuite anterior.
Noua subsidiară a fost înființată pentru a accesa piața din Nordul Italiei, abandonată de Alitalia în urma în urma reduceri a liniilor în respectiva zonă. 
Pe 23 iulie 2011, Lufthansa a anunțat prin intermediul unui comunicat de presă că va opri toate activitățile Lufthansa Italia până la data de 29 octombrie 2011, ca urmare a unor dificultății operaționale. Ca urmare, Lufthansa Group a crescut frecvența zborurilor din destinații din Italia spre hub-uri din Germania precum Frankfurt și München. 
Ultimul zbor programat al Lufthansa Italia a fost LH3627 pe data de 29 octombrie 2011, pe ruta Palermo – Milano-Malpensa. Acesta a fost deservit de o aeronaval Airbus A319-100 cu numărul de înregistrare D-AKNJ. Flota aeriană care a aparținut Luftansa Italia a fost transferată înapoi către Lufthansa Group. 

## Destinații

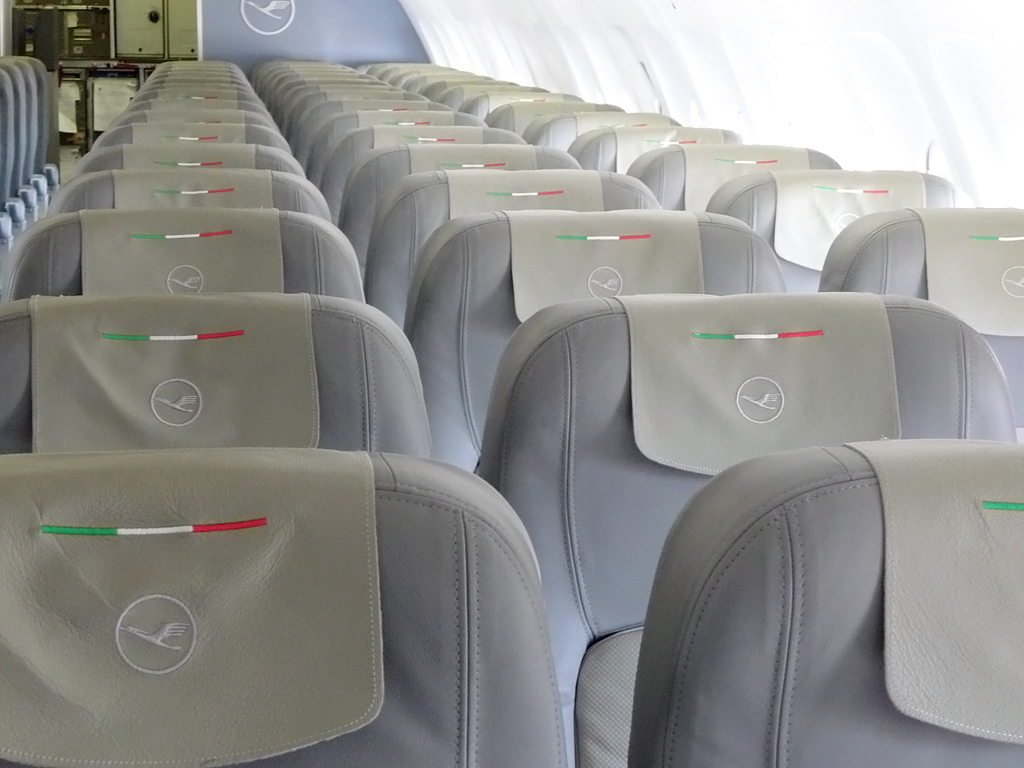

- Belgia
  - Bruxelles
- Franța
  - Paris
- Ungaria
  - Budapesta
- Italia
  - Bari
  - Milano HUB
  - Napoli
  - Roma
- Portugalia
  - Lisabona
- România
  - București
- Spania
  - Barcelona
  - Madrid
- Regatul Unit
  - Londra